# Bitia hydroides
Bitia hydroides — вид змій родини гомалопсових (Homalopsidae). Мешкає в Південно-Східній Азії. Це єдиний представник монотипового роду Bitia. Умовно отруйна змія (реальної небезпеки для людини не становить). 

## Поширення і екологія
Bitia hydroides мешкають у прибережних районах М'янми, Таїланду, Малайського півострова і Сінгапуру, за деякими свідченнями, на узбережжі Калімантану і Суматри. Вони живуть на мулистих рівнинах, в естуаріях і мангрових лісах. Живляться рибою.